# Fanny Shonobi
Fanny Shonobi (geb. am 4. August 1987) ist eine gambische Leichtathletin.

## Leben
Shonobis erster dokumentierter Wettkampf ist ein zweiter Platz beim National Youth Conference and Festival (Nayconf) im Juni 2001, wo sie über 200 Meter den zweiten Platz belegte. 2004 nahm sie mit dem Junioren-Nationalteam an den Zone Two Championships teil und wurde über 200 Meter Zweite.
Bei den Commonwealth Games 2010 in Delhi (Indien) war sie Flaggenträgerin des gambischen Teams. Weder über 100 Meter noch über 200 Meter konnte sie sich für die Finalrunde qualifizieren.
Bei den Leichtathletik-Weltmeisterschaften 2011 in Daegu (Südkorea) war sie die einzige gambische Starterin und schied mit 25,5 Sekunden mit einem letzten Platz im Vorlauf aus. Im November des Jahres wurde sie als Vertreterin der Athleten in den Vorstand der Gambia Athletics Association (GAA) gewählt.
2012 konnte sie bei den Leichtathletik-Afrikameisterschaften in Porto-Novo (Benin) einen 4. Platz über 200 Meter (25,67 Sekunden) und einen 5. Platz über 100 Meter (12,67 Sekunden) erreichen.
Über weitere Wettbewerbsteilnahmen und ihr weiteres Leben ist nichts bekannt.